# 은산 박경후 영정
은산 박경후 영정은 충청남도 부여군 은산면에 있다. 1999년 12월 28일 부여군의 향토문화유산 제30호로 지정되었다.

## 개요
머리에 검은색 와룡관을 쓰고, 홍조띤 얼굴에 수염이 길며 푸른색 학창의 에 쪽빛단이 강조 되었다.
왼손에 우산을 들고 오른손은 무릎에 두고 가슴에 여의두문 옥관자를 달아 상류층임을 알 수 있으며 의자에 호피를 덮고 발판위에 반쯤 보이는 태사혜가 크고 두터워 보이며 자세는 전방을 주시하는 조선중기의 전형적인 초상화이다.
화면 바탕은 고급 생모시로 세 번 이어 붙이고 바탕전면에 연한 채색을한 흔적이 보인다.
조선숙종연간의 초상화가 관복을 주로 착용하는 모습과는 달리 평상복차림의 초상화는 매우 희귀한 자료이다. 